# پارادس
شهر پارادس (به پرتغالی: Paredes) در پارادس مونیسیپالیتی در کشور پرتغال واقع شده‌است. جمعیت این شهر ۱۲٬۵۰۰ نفر  است. در تاریخ ۱۶ اوت ۱۹۹۱ به عنوان شهر شناخته شد.